# ダンディ2 華麗な冒険
ダンディ2 華麗な冒険（ダンディ2 かれいなぼうけん、英名：The Persuaders!）は、1971年から1972年までイギリスITVで制作・放送された、ロジャー・ムーアとトニー・カーティス共演の冒険テレビ番組。
日本では1974年から1975年にかけて、NET（現テレビ朝日）系土曜23時枠のセイコー（当時：服部時計店。現：セイコーグループ）一社提供枠『セイコーホームシアター"S"』の第1弾として放送された。スーパー!ドラマTVで日本初放送時にカットされた部分を字幕で補完し、本国でのエピソード順で放送された。DVD-BOXも全2BOXで発売された。

## 概要
イギリス人の公爵である「ブレット・シンクレア卿」（ムーア）とアメリカ人で叩き上げの億万長者である「ダニー・ワイルド」（カーティス）。2人ともハンサムなプレイボーイであるが、育ちも性格も全く違う。そんな2人の男がフルトン元判事の仲介で出会いコンビを結成し、難事件を解決してゆく。
カーティスはこのドラマの演技でドイツのバンビ賞、フランスの「Tele 7 jours」の1971年度ベストアクター賞を受賞している。また撮影を通じてロジャー・ムーアとは大の親友になったという。また、日本語版ではカーティスの吹き替えを担当した広川太一郎のふざけたアドリブ(「OKOK洗面器」「関係ないない瀬戸内海」など)が有名な作品となった。
全24話が制作されたが、この番組が途中で打ち切りとなった為、ムーアが007役を演じることができた。
放送当時としては史上最高の製作コストのテレビ番組として有名。
2008年にジョージ・クルーニー（ダニー・ワイルド役）、ヒュー・グラント（ブレット・シンクレア役）の主演で映画化される予定だったが完成することはなかった。

## 出演者
- ダニー・ワイルド（トニー・カーティス：広川太一郎）
- ブレット・シンクレア卿（ロジャー・ムーア：佐々木功）
- フルトン元判事（ローレンス・ナイスミス：早野寿郎）